# Бистрица (Кюстендилская область)
Бистрица (болг. Бистрица) — село в Болгарии. Находится в Кюстендилской области, входит в общину Дупница. Население составляет 1 671 человек.

## Политическая ситуация
В местном кметстве Бистрица, в состав которого входит Бистрица, должность кмета (старосты) исполняет Васил Михайлов Бански (независимый) по результатам выборов.
Кмет (мэр) общины Дупница — Атанас Александров Янев (независимый) по результатам выборов.

## Известные уроженцы
- Ранов, Благой (р. 1946) — болгарский писатель.